# یوزپلنگ (فیلم ۱۹۶۳)
یوزپلنگ (به ایتالیایی: Il Gattopardo) فیلمی ایتالیایی در سبک درام به کارگردانی لوکینو ویسکونتی محصول سال ۱۹۶۳ است، که بر اساس رمانی از جوزپه تومازی دی لامپه دوزا به نام یوزپلنگ ساخته شده‌است.
این فیلم برنده جایزه نخل طلای جشنواره فیلم کن ۱۹۶۳ و همچنین کاندیدای اسکار بهترین طراحی لباس در سال ۱۹۶۴ شد.

## خلاصه داستان
در پی حمله «گاریبالدی» به سیسیل، شاهزاده سالینا، «دون فابریتسیو» (لنکستر)، می‌پذیرد که برادرزاده محبوبش «تانکردی» (دلون) به ارتش «گاریبالدی» بپیوندد. در سفر هر ساله شاهزاده و خانواده‌اش به ییلاق، «تانکردی» هم به آنان می‌پیوندد و دل به «آنجلیکا» (کاردیناله)، دختر «دون کالوگرو» (استوپا) می‌بندد…

## ساخت
این فیلم از بازیگران معروف بین‌المللی مانند برت لنکستر از آمریکا، آلن دلون فرانسوی و کلودیا کاردیناله و ترنس هیل ایتالیایی بهره می‌برد.